# Jean Chapeaville
Jean Chapeaville (prononcé Chapeauville), né le 5 janvier 1551 à Liège où il meurt le 11 mai 1617 , est un théologien et historien liégeois.

## Biographie
Il fait ses études de philosophie à l'université de Cologne et est licencié en théologie de l'université de Louvain. Il embrasse ensuite la prêtrise et est nommé en 1578 examinateur synodal par le prince-évêque Gérard de Groesbeek pour le diocèse de Liège. En 1579, il devient curé de la paroisse de Saint-Michel de Liège et exerce ces fonctions pendant environ dix ans.
Chanoine de la collégiale Saint-Pierre de Liège depuis 1582, il est élu prévôt en 1599 de la même église. En 1587, le pape Sixte V le nomme premier chanoine pénitencier de la cathédrale Saint-Lambert. Le 12 juin 1600, il est promu archidiacre de Famenne.
Pendant ce temps, en 1582, il est nommé inquisiteur de la foi, et en 1598, Ernest de Bavière, successeur de Gérard de Groesbeek, le nommé vicaire général. Malgré sa volonté de quitter sa fonction de vicaire général à la suite de la succession d'Ernest de Bavière, le nouveau prince-évêque, Ferdinand de Bavière, convainc Chapeaville de conserver sa charge.
Il enseigne la théologie avec grand succès dans plusieurs monastères de Liège et publie des ouvrages sur des sujets théologiques. Il s'efforce de faire respecter dans le diocèse les réformes décidées par le concile de Trente et en particulier la mise en place d'un séminaire clérical et le concours pour la nomination des curés.
Chapeaville meurt le 11 mai 1617 des suites d'un ulcère à l'estomac.

## Publications
Il publia un recueil de trois volumes, ses gesta pontificum, sur l'histoire des évêques de Tongres, Maastricht et Liège depuis saint Materne considéré comme « le travail le plus considérable que les presses liégeoises aient fourni jusqu'alors ».
- Tractatus de necessitate et modo ministrandi sacramenta tempore pestis, Liège, 1586
- Petit traite des vices et des vertus, Liège, 1594
- Abbrege de la somme des péchez M. J. Benedicti, Liège, 1595
- De casibus reservatis tractatus, Liège, 1596
- Catechismi Romani elucidatio scholastica, Liège, 1600
- Historia admirandarum curationum quae divinitus ope deprecationeque divi Perpetui Leodiensis episcopi contigerunt. Adjecta est vita B. Perpetui, Liège, 1601, Fr. tr., 1601
- Summa catechismi Romani, Liège, 1605
- Epistola ad catechistas de taedio quod catechistis obrepere solet, Liège, 1605
- Catechista, sive brevis tractatus de necessitate et modo administrandi doctrinam christianam, Liège, 1608
- Qui gesta pontificum Tungrensium, Trajectensium et Leodiensium scripserunt auctores praecipui, 3 vol., Liège, Typis Christiani Ouwerx junioris :
  - Numérisation Google : t. 1, 1612 ; t. 2, 1613 ; t. 3, 1616
  - Numérisation DONum de l'université de Liège : t. 1, 1612 ; t. 2, 1613 ; t. 3, 1616